# Biuro Organizacji Narodów Zjednoczonych w Wiedniu
Biuro Organizacji Narodów Zjednoczonych w Wiedniu (UNOV, ang. United Nations Office at Vienna, fr. Office des Nations Unies à Vienne, niem. Büro der Vereinten Nationen in Wien) – jednostka organizacyjna Organizacji Narodów Zjednoczonych, której zasadniczym zadaniem jest zarządzanie Vienna International Centre, kompleksem budynków ONZ w Wiedniu, a także zapewnianie obsługi administracyjnych i technicznej wszystkim innym jednostkom ONZ, których siedziby główne lub przedstawicielstwa znajdują się w Wiedniu. Dodatkowo UNOV koordynuje aktywność ONZ w dziedzinie pokojowego wykorzystania przestrzeni kosmicznej. Zajmuje się tym Biuro ds. Przestrzeni Kosmicznej (OOSA), będące autonomiczną częścią UNOV. 
Struktura UNOV jest częściowo połączona ze strukturą administracyjną Biura NZ ds. Narkotyków i Przestępczości (UNODC). Obie jednostki mają wspólnego szefa, który nosi jednocześnie tytuły dyrektora generalnego UNOV oraz dyrektora wykonawczego UNODC. Od 2010 stanowiska te zajmuje rosyjski dyplomata Jurij Fiedotow. 